# Machimus illucens
Machimus illucens är en tvåvingeart som beskrevs av Becker 1923. Machimus illucens ingår i släktet Machimus och familjen rovflugor. Inga underarter finns listade i Catalogue of Life.